# Pasar agosto
«Pasar agosto» es un dicho popular utilizado en Chile que alude a los casos en los que una persona anciana logra vencer el invierno, y sumar así un año más a su vida. Cada año, durante los primeros días del mes de septiembre, miles de adultos mayores festejan haber «pasado agosto» en todo el país.

## Origen del término
Según la creencia popular, habrían sido los españoles avecindados en el sur de Chile los que habrían incorporado la idea de que agosto, al ser el último mes del invierno, tenía una importante repercusión en la salud de las personas de edad avanzada. Para Cristián Gazmuri, historiador de la Universidad Católica, la frase «pasar agosto» comenzó a ser utilizada en la Colonia. «No es una cosa que tenga una raíz cultural griega o latina, aunque agosto viene del emperador Augusto. Es un mito muy antiguo que viene de la Colonia. Se pasaba mucho frío y la gente vieja se moría de bronconeumonía. La gente sólo podía arroparse. (La frase) no puede venir del hemisferio norte, porque allá es la época más cálida. Es una frase muy chilena. Es un mes en que cambian las temperaturas de forma muy abrupta». No obstante en el hemisferio norte existen frases similares como la española: "Enero y febrero, desviejadero."

## Celebraciones
El primer círculo de veteranos formado para festejar el haber pasado agosto se fundó en Chillán en 1989: el «Club de los sobrevivientes de agosto», nombre que con el paso del tiempo mudó a club «Los muchachos de agosto». Gracias a esta iniciativa y a otras como las de Caritas y múltiples municipalidades han transformado la celebración por pasar agosto en el festejo de veteranos más masivo del país.
La festividad reúne a una gran multitud de ancianos en la Plaza de armas de Chillán cada primero de septiembre, quienes esperan las campanadas de la catedral y las sirenas de los bomberos para darse un multitudinario abrazo  por haber «sobrevivido» a dicho mes. Tras el saludo se inicia la fiesta, que va acompañada de música, bailes y un gran banquete.
Chillán no es el único lugar del país donde se celebra esta fiesta. El festejo se masificó desde el año 2000 y en la actualidad hay más de un centenar de fiestas organizadas por juntas de vecinos, clubes del adulto mayor, municipalidades y servicios públicos. Según el Servicio Nacional del Adulto Mayor (Senama), se trata de un fenómeno que está directamente relacionado con la necesidad de este grupo etario de querer también estar presente en la sociedad y acceder a espacios de recreación, ya que en su caso son casi inexistentes.
Asimismo, cada año se realiza una peregrinación organizada por Caritas Santiago, en la que miles de adultos mayores celebran pasar agosto visitando el Santuario de Santa Teresa de Los Andes.